# Darkseed
Darkseed o Dark Seed è un'avventura grafica dell'orrore, prodotta nel 1992 dalla Cyberdreams per MS-DOS (originale) e Amiga e successivamente uscita per Mac OS, Windows 3.1 e per le console Amiga CD32, PlayStation e Sega Saturn (quest'ultima versione è uscita nel solo Giappone).
Nel 1995 era prevista anche una conversione per Mega CD che non venne realizzata.
Darkseed ha visto la collaborazione del celebre artista svizzero H. R. Giger per quanto riguarda la copertina, che riproduce con licenza una parte del suo dipinto Li II (1974), e per la caratterizzazione di alcuni dei personaggi. Giger non partecipò direttamente alla creazione della grafica del gioco, ma fornì consulenza agli sviluppatori.
Il gioco ha visto l'uscita di un seguito intitolato Dark Seed II.

## Trama
Il protagonista, un uomo di nome Mike Dawson, è alle prese con strani accadimenti che, man mano che si avanza nel gioco, si scopre essere dovuti alla presenza di un mondo parallelo al nostro, chiamato "Mondo Oscuro", di cui una razza aliena chiamata "Antichi" sta cercando di impadronirsi. Mike dovrà cercare di salvare il Mondo Oscuro al fine di salvare anche il mondo normale.

## Modalità di gioco
Darkseed rappresenta un caso abbastanza raro nel mondo dei videogiochi: Mike Dawson, uno dei due designer, ha prestato nome, voce e corpo al protagonista.